# 布萊茲冰川
布萊茲冰川（英語：Blades Glacier），是南極洲的冰川，位於瑪麗伯德地的愛德華七世地，處於亞歷山德拉山脈，與多爾頓冰川匯流，美國地質調查局根據測量和該國海軍的空中照片繪入地圖，現時由南極條約體系管理。